# Франтишек Влачил
Франтишек Влачил (чеш. František Vláčil; Чешки Тјешин, 19. фебруар 1924 - Праг, 28. јануар 1999) био је чешки режисер, сценариста, сликар и графички уметник. Најпознатији је по режији историјских филмова „Маркета Лазарова” (1967) и „Долина пчела” (1967).

## Биографија
Влачил је студирао естетику и историју уметности, а потом је постепено напредовао у филмском свету, учећи филмски занат на остварењима различитог жанра. Прво је радио на анимираним филмовима, потом на документарним и школско-образовним остварењима, а затим је режирао војно-пропагадне филмове. Први дугометражни, играни филм под именом „Голубица” снимио је 1960. Потом су уследили историјски филмови смештени у амбијент средњег века - „Клопка Ђавола” (1961), „Маркета Лазарова” (1967) и „Долина пчела” (1967). У њима је комбиновао поетски приступ са натуралистичким третирањем детаља. Уследио је камерни филм Аделхајд (1970), а затим, након гушења Прашког пролећа и неповерења просовјетске власти према његовим остварењима, снимио је неколико краткометражних и дугометражних дечјих филмова. У другој половини седамдесетих и осамдесетих режирао је остварења „Дим на пољу кромпира” (1977), „Сенке врелог лета” (1978), „Концерт на крају лета” (1980) Чаробњак (1988) и др. Због свог великог доприноса кинематографији награђен је наградом Чешки лав за животно дело 1994.
Сопствену филмску технику Влачил је објаснио речима: „Увек сам тежио чистом филму. Желео сам да ми филмови наликују музици или поезији”. Поред поетских кадрова богатих детаљима његове филмове на тематском плану одликују усаглашености на неочекиваним местима, али и многобројни сукоби – идеологија против слободе, појединац против власти, судари култура, правоверја и догми. Влачилови мрачни филмови, пуни метафора и могућих алегоријских тумачења, изазивали су неповерење просовјетских службеника, који су у њима учитавали различите субверзивне елементе, због чега је Влачил тешко проналазио финансијска средства за реализацију својих идеја. Иако је своја најзначајнија остварења снимио шездесетих, историчари филмске уметности га не сматрају припадником чехословачког новог таласа, већ јединственом појавом у историји европског филма.